# العرش (المسيل)

تعديل مصدري - تعديل

العرش محلة تابعة لقرية القبقبة، التابعة لعزلة المسيل بمديرية فرع العدين إحدى مديريات محافظة إب في الجمهورية اليمنية، بلغ تعداد سكانها 21 حسب تعداد اليمن لعام 2004.